# فيلفافارد
فيلفافارد (بالفرنسية: Villefavard)‏ هي بلدية في مقاطعة فيين العليا في منطقة أقطانية الجديدة غرب وسط فرنسا.